# ریچارد فولر (بازیکن فوتبال)
ریچارد فولر (انگلیسی: Richard Fuller; ۲ مارس ۱۹۱۳ – ۱۹۸۳ (۶۹−۷۰ سال)) بازیکن فوتبال اهل بریتانیا بود.
از باشگاه‌هایی که در آن بازی کرده‌است می‌توان به باشگاه فوتبال استوک‌پورت کانتی و باشگاه فوتبال پورت ویل اشاره کرد.